# Сен Пјер (Реинион)
Сен Пјер (фр. Saint-Pierre) град је на југозападној обали Француског прекоморског региона Реинион у Индијском океану. Са 79.228 становника (податак из 2010), то је трећи највећи град острва. 
Град је основан 1735. Изградња луке је започета 1854. и завршена 1882. када је пуштена у рад железничка пруга до Сен Луја. 

## Географија

### Клима
| Клима (Сен Пјер)           | Клима (Сен Пјер) | Клима (Сен Пјер) | Клима (Сен Пјер) | Клима (Сен Пјер) | Клима (Сен Пјер) | Клима (Сен Пјер) | Клима (Сен Пјер) | Клима (Сен Пјер) | Клима (Сен Пјер) | Клима (Сен Пјер) | Клима (Сен Пјер) | Клима (Сен Пјер) | Клима (Сен Пјер) |
| Показатељ \ Месец          | .Јан.            | .Феб.            | .Мар.            | .Апр.            | .Мај.            | .Јун.            | .Јул.            | .Авг.            | .Сеп.            | .Окт.            | .Нов.            | .Дец.            | .Год.            |
| -------------------------- | ---------------- | ---------------- | ---------------- | ---------------- | ---------------- | ---------------- | ---------------- | ---------------- | ---------------- | ---------------- | ---------------- | ---------------- | ---------------- |
| Просек, °C (°F)            | 30 (86)          | 30 (86)          | 29 (84)          | 28 (82)          | 26 (79)          | 25 (77)          | 24 (75)          | 24 (75)          | 25 (77)          | 26 (79)          | 28 (82)          | 29 (84)          | 27 (81)          |
| Количина падавина, mm (in) | 119 (46,9)       | 155 (61)         | 127 (50)         | 106 (41,7)       | 72 (28,3)        | 69 (27,2)        | 72 (28,3)        | 47 (18,5)        | 39 (15,4)        | 29 (11,4)        | 36 (14,2)        | 70 (27,6)        | 940 (370,1)      |
| [ тражи се извор ]         |                  |                  |                  |                  |                  |                  |                  |                  |                  |                  |                  |                  |                  |

## Демографија
| 2011.  |
| ------ |
| 80.356 |

## Градови побратими
- Beau-Bassin Rose-Hill, Mauritius